# 타란토도
타란토도(이탈리아어: Provincia di Taranto)은 이탈리아 풀리아주의 도다. 도청 소재지는 타란토이다. 면적은 2,437 km2, 인구는 580,588명(2005년 기준)이다.